# Isla 1.º de Mayo
La isla 1.º de Mayo (según Argentina) o isla Lambda (según Chile) es una isla que se encuentra inmediatamente al noroeste de la isla Hermelo (o Delta) en el archipiélago Melchior, del archipiélago Palmer en la Antártida. La isla, es la más grande en la parte noroeste del grupo de islas.
Posee aproximadamente 2 kilómetros de largo y se encuentra a 1,6 kilómetros al extremo norte de la isla Observatorio (o Gamma). Sus costas noreste y noroeste son muy quebradas e irregulares, y están bordeadas por rocas.

## Historia y toponimia
Fue cartografiada por primera vez por la Tercera Expedición Antártica Francesa, entre 1903-1905, al mando de Jean-Baptiste Charcot. Fue llamada Isla Sourrieu en honor a Bertrand Sourrieu, oficial de marina francés. El nombre no sobrevivió en el uso; el actual, derivado de lambda, la undécima letra del alfabeto griego, fue otorgado por personal de Investigaciones Discovery que cartografió la isla en 1927.
En la toponimia antártica argentina, debe su nombre al transporte ARA 1.º de Mayo que realizó la campaña antártica de 1942-1943. La isla fue inspeccionada por expediciones argentinas en 1942, 1943 y 1948.

## Sitio histórico
En su extremo este se encuentra el Faro 1.º de Mayo. Instalado en 1942, fue el primer faro iluminado de la Argentina en la Antártida. En 1972 fue designado Sitio y Monumento Histórico de la Antártida SMH 29: Faro "Primero de Mayo" bajo el Tratado Antártico, a propuesta y conservación de Argentina.

## Reclamaciones territoriales
Argentina incluye a la isla en el departamento Antártida Argentina dentro de la provincia de Tierra del Fuego, Antártida e Islas del Atlántico Sur; para Chile integra la comuna Antártica de la provincia Antártica Chilena dentro de la Región de Magallanes y de la Antártica Chilena; y para el Reino Unido integra el Territorio Antártico Británico. Las tres reclamaciones están sujetas a las disposiciones y restricciones de soberanía del Tratado Antártico.
Nomenclatura de los países reclamantes: 
- Argentina: isla 1.º de Mayo o isla Primero de Mayo[9][10]
- Chile: isla Lambda[3]
- Reino Unido: Lambda Island[4]